# Щорс, Николай Васильевич
Никола́й Васи́льевич Щорс (1913, Новый Свержень, ныне Столбцовский район Минской области — 22 декабря 1995 , Даунт-Мор, Флорида, США) — белорусский общественный и политический деятель. Брат Бориса и Игоря Щорсов, которые также были деятелями белорусской диаспоры.

## Биография
Родился в 1913 г. в деревне Новый Свержень Минского уезда в Российской Империи (ныне Столбцовский район Минской области) в семье Василия и Софьи Щорсов. У него были братья — Борис и Игорь.
Окончил медицинский факультет Университета Стефана Батория в Вильнюсе, был активен в общественной жизни, в 1935 — 1937 председатель Белорусского студенческого союза. В 1939 году уехал в Варшаву, с 1940 председатель Белорусского комитета в Варшаве. Глава так называемой «Группы Щорса», которая тесно сотрудничала с немецким абвером и рассматривала события будущей оккупации как возможность создания белорусского государства под протекторатом Германии. На собрании белорусских активистов в Берлине 19 июня 1941 года он был избран председателем Белорусского национального центра, который считался правительством будущей Беларуси. Однако через три недели после посещения Беларуси он отказался от политической деятельности. Он вернулся в Варшаву, где пять лет возглавлял Белорусский комитет. В 1941 г. благодаря Щорсу митрополит ПАПЦ Дзянис согласился рукоположить белорусских епископов для будущей БАПЦ.
С осени 1944 г. в Германии. 5 мая 1946 г. принял участие в Первом съезде белорусских православных верующих в Регенсбурге, где был избран его председателем. Он принял участие в заседании XI пленума Белорусской центральной рады 24 сентября 1945 г. (Эшерсбекен, близ Вюрцбурга), на котором было принято решение временно приостановить деятельность БЦР. В 1946 — 1947 гг. Возглавлял Белорусское православное объединение, поддерживал восстановление БЦР, был её вторым вице-президентом (9 мая 1948 — 1952).

С 1949 года жил в США, поселился в Нью-Йорке . В 1950 — 1951 гг. возглавлял Объединённый белорусско-американский комитет помощи, инициатор создания комитета Белорусского конгресса Америки, его первый председатель (1951 — 1955 гг.). В 1951 г. Н. Щорс потребовал от Госдепартамента США внедрения белорусских программ на радиостанции «Голос Америки»:
«Из всех порабощенных московским империализмом народов только наш белорусский ещё не имел возможности услышать на родном языке о том, чем живет, что делает и думает демократический мир за пределами железного занавеса»
В 1955 г. вместе с Ю. Соболевским, М. Панковым, И. Косяком, В. Чебатаревичем, Л. Савёнком, Л. Голяком создал Комитет независимой Беларуси.
В 1953 году он возглавил «Клуб „Прометей“ — организацию порабощенных народов России», созданную 14 октября 1951 года (Нью-Йорк). Принял участие в слушаниях Подкомитета по иностранным делам Палаты представителей США 15 июля 1953 г. по Резолюции 58 об установлении прямых дипломатических отношений США с БССР и УССР, где высказался против того, чтобы различные народы СССР «смешивали в общий котёл под именем Россия».
Николай Щорс также инициировал сотрудничество белорусских национальных организаций со Специальной комиссией по изучению репрессий большевиков против нерусских народов СССР (Комиссия Конгресса Чарльза Керстена). В 1954 г. он посетил комиссию с документами, подтверждающими репрессии советской власти против белорусского народа. К документам прилагались специально написанные воспоминания свидетелей и жертв репрессий в СССР и материалы по истории Беларуси, написанные Л. Голяком, И. Косяком, а также им самим.
14 декабря 1958 г. Н.Щорс вместе с Я.Станкевичем создали альянс Беларуси и США . Довольно скоро Н. Щорс осознал тщетность своих объединительных усилий и окончательно отошел от активной общественно-политической деятельности, уехал в Платсбург на границе с Канадой (штат Нью-Йорк), где у него была клиника, был вице-президентом Американской ассоциации хирургов.
Николай Щорс занимался благотворительной деятельностью: он был одним из главных спонсоров при строительстве церкви в Саут-Ривер, пожертвовав 6,5 тысячи долларов. Каждый год 25 марта Николай Щорс приезжал в Саут-Ривер, чтобы вместе с соотечественниками отметить День Независимости БНР. После выхода на пенсию переехал во Флориду.

## Сочинения
- М. Ш. [Шчорс, Мікалай]. Загінуў, каб жыла Беларусь // Беларуская думка. — 1992. — № 37. — С. 30.
- М. Ш. [Шчорс, Мікалай]. Над сьвежаю магілаю // Беларуская думка. — 1964. — № 6. — С. 38 — 30.
- Панямонскі М. [Шчорс, Мікалай]. Аб’еднаньне расейскай эміграцыі, а паняволеныя Масквою народы? // Беларуская трыбуна [Нью-Ёрк]. — 1951. — № 5 (8). — 30 верасьня. — С.
- Панямонскі М. [Шчорс, Мікалай]. За дзесяць год (Блескі й цені беларускага грамадзкага жыцьця ў З. Г. Амэрыкі) // Беларуская думка. — 1960. — № 1. — Кастрычнік. — С. 9 — 14.
- Шчорс, М. Беларускі студэнцкі саюз // Полацак. — 1994. — № 2 (32). — С. 27 — 28.